# Indohya gollum
Indohya gollum är en spindeldjursart som beskrevs av Harvey och Volschenk 2007. Indohya gollum ingår i släktet Indohya och familjen Hyidae. Inga underarter finns listade i Catalogue of Life.